# Ittipol Akpatcha
Ittipol Akpatcha (thailändisch อิทธิพล เอกปัชชา; * 30. September 1998) ist ein thailändischer Fußballspieler.

## Karriere
Ittipol Akpatcha stand bis Sommer 2021 beim Drittligisten Singha Golden Bells Kanchanaburi FC unter Vertrag. Mit dem Verein aus Kanchanaburi spielte er in der Western Region der Liga. Im Mai 2021 unterschrieb er einen Vertrag beim Zweitligisten MOF Customs United FC. Für den Verein aus Samut Prakan bestritt er ein Ligaspiel. Hier kam er am 5. Dezember 2021 (17. Spieltag) im Heimspiel gegen den Sukhothai FC zum Einsatz. Nach der Hinserie wurde sein Vertrag nicht verlängert. Vom 1. Januar 2022 bis Juni 2022 war er vertrags- und vereinslos. Am 23. Juni 2022 verpflichtete ihn der Drittligist Dragon Pathumwan Kanchanaburi FC. Mit dem Klub aus Kanchanaburi spielte er in der Western Region der Liga. Am Ende der Saison 2022/23 feierte er mit dem Verein die Meisterschaft der Region sowie den anschließenden Aufstieg in die zweite Liga. Am 15. Juni 2024 stand er mit Kanchanaburi im Finale des FA Cup. Das Spiel gegen den Erstligisten Bangkok United verlor man nach Elfmeterschießen. Am Ende der Saison 2024/25 belegte er mit dem Verein den vierten Tabellenplatz und qualifizierte sich somit für die Play-off-Spiele zur ersten Liga. Im Halbfinale konnte man sich gegen den fünftplatzierten Mahasarakham SBT FC durchsetzen. Im Finale traf man auf den Phrae United FC. Das Hinspiel im eigenen Stadion gewann man mit 3:2. Das Rückspiel endete 2:2. Kanchanaburi gewann mit insgesamt 5:4 und stieg somit in die erste Liga auf. Nach dem Aufstieg wurde sein Vertrag im Mai 2025 nicht verlängert. Für Kanchanaburi bestritt er 61 Ligaspiele.

## Erfolge
Dragon Pathumwan Kanchanaburi FC
- Thai League 3 – West: 2022/23  ▲
- Thailändischer Pokalfinalist: 2023/24